# Haptanthus hazlettii
Haptanthus hazlettii är en buxbomsväxtart som beskrevs av A. Goldberg och C. Nelson S. Haptanthus hazlettii ingår i släktet Haptanthus och familjen buxbomsväxter. Inga underarter finns listade i Catalogue of Life.

## Bildgalleri

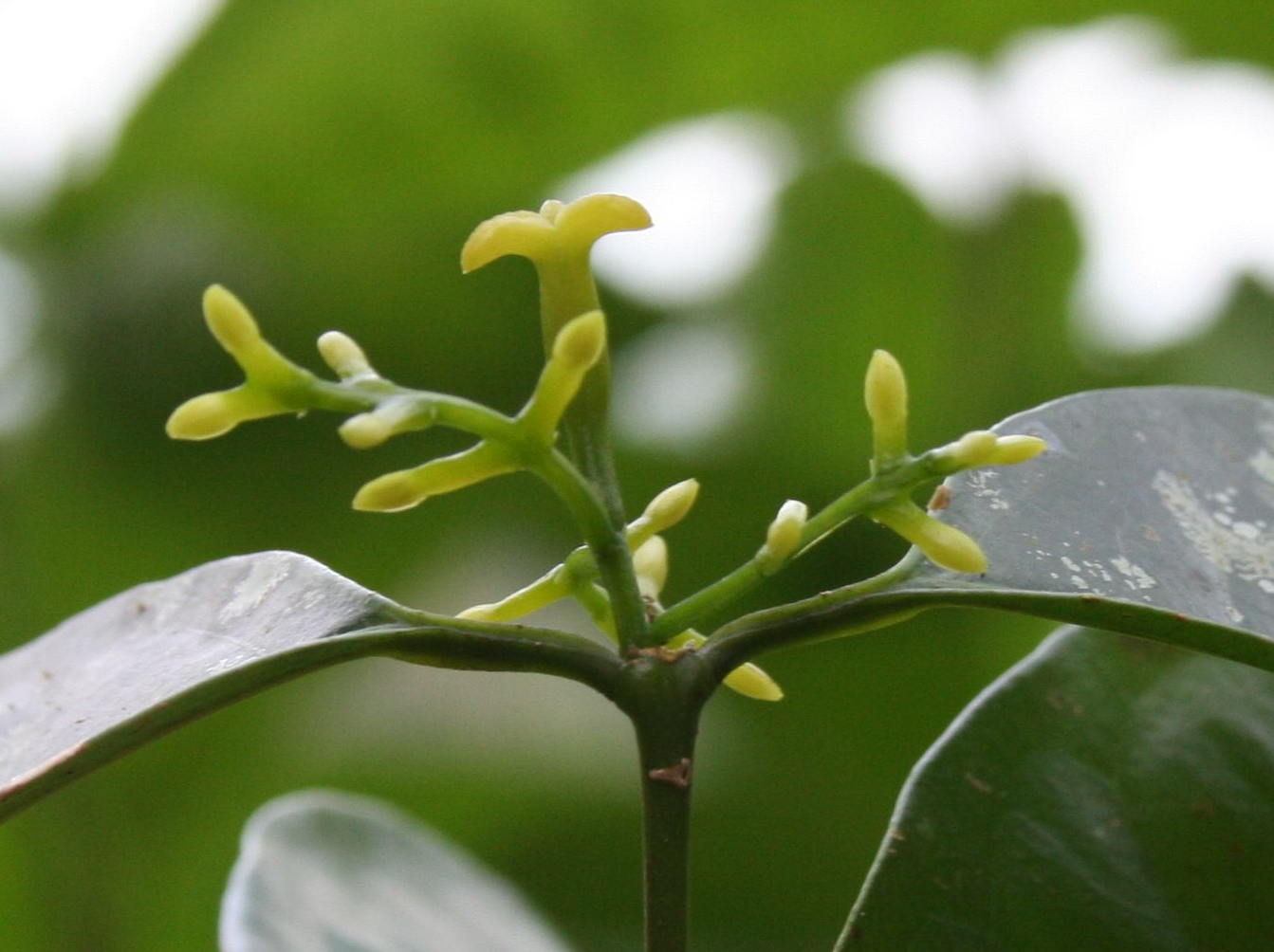
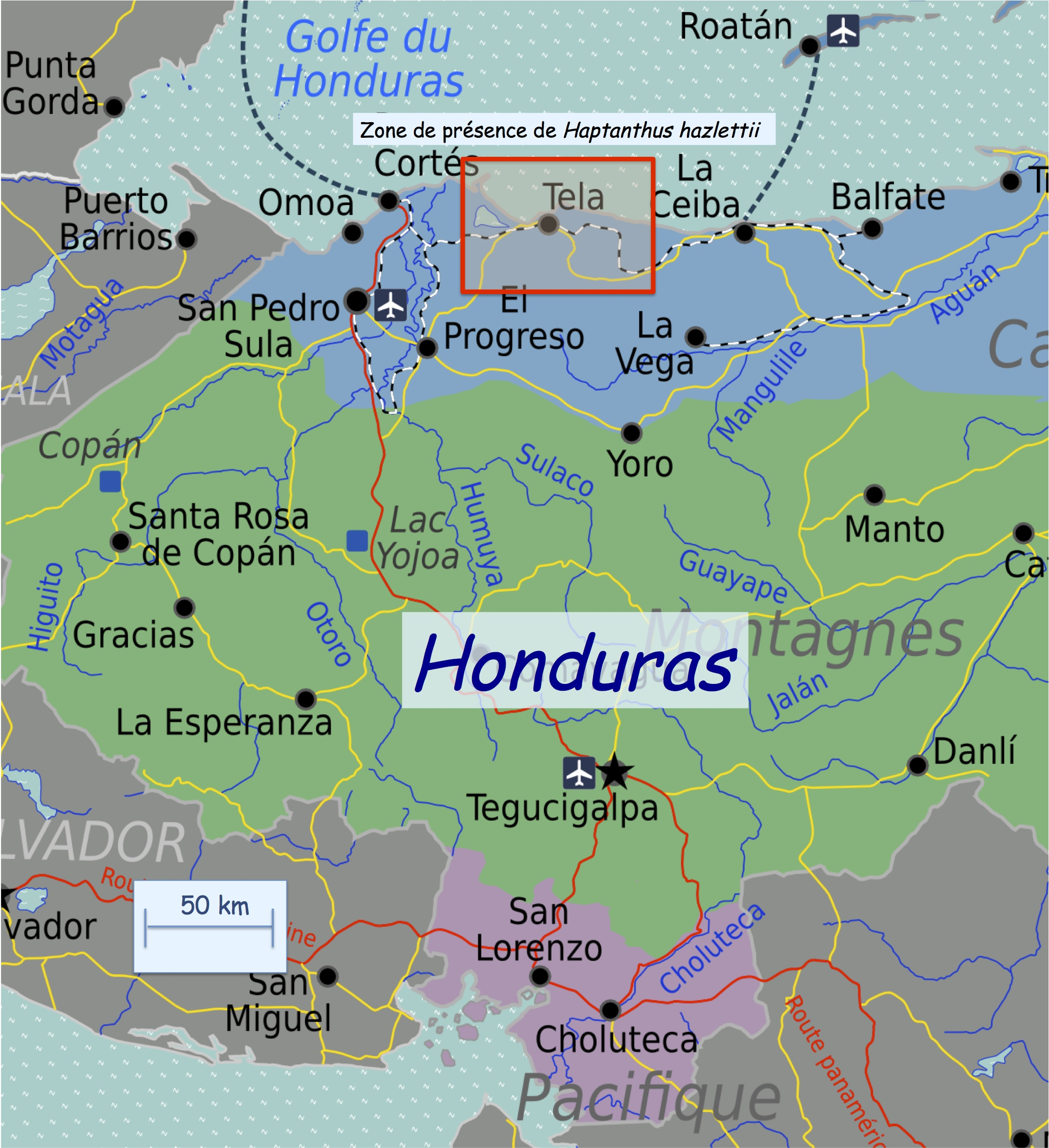